# AIM-260 JATM
Die AIM-260 JATM  ist eine Luft-Luft-Lenkwaffe im Programm der US-Streitkräfte.

## Beschreibung
Die AIM-260 JATM (Joint Advanced Tactical Missile) ist  eine Rakete mit mittlerer bis hoher Reichweite (BVR-Lenkflugkörper). Im Juni 2019 wurde die Existenz des Programms offiziell bestätigt. Später soll sie die AIM-120 AMRAAM bei den US-Streitkräften ablösen. Die AIM-260 wird von Lockheed Martin entwickelt und steht in Konkurrenz zum LREW-Programm von Raytheon. Die Entwicklung der AIM-260 begann 2017 als Reaktion auf die chinesische PL-15. Obwohl die AMRAAM seit ihrer Einführung 1991 sukzessive weiterentwickelt wurde und mit ihrer letzten Ausbaustufe, der AIM-120D, eine Reichweite von über 160 km erreicht, erreicht die neuere Entwicklung der PL-15 bereits Reichweiten von bis zu 300 km. Die Testerprobung der AIM-260 JATM ist ab 2021 im Plan, 2022 die IOC (Initial Operating Capability). Als Einsatzplattformen sollen zunächst die F-22A Raptor und die F/A-18E/F Super Hornet verwendet werden. Zu einem späteren Zeitpunkt ist auch die Integration bei der F-35 geplant. Eine erste Serienbeschaffung der AIM-260A durch die U.S. Navy soll mit dem Haushaltsplan 2026 erfolgen.